# Saint-Germain (Éghezée)
Pour les articles homonymes, voir Saint-Germain.
Saint-Germain (en wallon Sint-Djermwin) est une section de la commune belge d'Éghezée située en Région wallonne dans la province de Namur.
C'était une commune à part entière avant la fusion des communes de 1977.

## Étymologie
Le nom vient de saint Germain, évêque d'Auxerre. Il a été supposé que, comme pour Saint-Denis, le village aurait été fondé par des émigrants partis de Paris, à l'époque carolingienne (750 jusqu'au Xe siècle) et se seraient fixés dans cette région, en rappelant des lieux qui leur étaient familiers.

## Évolution démographique
- Source: DGS, 1831 à 1970=recensements population, 1976= habitants au 31 décembre

## Liste des bourgmestres de 1830 à 1977
- Louis de Baré de Comogne, de 1884 à 1895, (Parti Catholique).

## Patrimoine et culture

### Sites remarquables

#### L'église Saint-Germain
L'église est dédiée au saint du village, évêque d'Auxerre (378-448), apôtre de la Gaule et de l'Angleterre, il aurait bâti à cet endroit une chapelle et aurait fait jaillir ou béni une source (voir fontaine de Saint-Germain).
L'église est de style roman, elle date du XIe siècle, son maître autel actuel contient des parties de l'autel primitif mis au jour en 1902. Sa première reconstruction date de 1700 et elle fut restaurée et agrandie en 1902 et 1911.
En la regardant latéralement, on voit bien la partie plus ancienne et le côté « neuf » de l'église.
En 1949, on a classé l'église (tour et nef centrale) comme monument, le mur d'enceinte et le cimetière ont été classés comme site. Le classement de la tour semble avoir été fait par erreur, vu qu'elle date de 1902.

#### Le presbytère
Cette habitation fut construite au XVIIIe siècle, peinte en ocre. Elle fut convertie en ferme à la Révolution française et ensuite en manoir au XIXe siècle.

#### La fontaine
Elle se situe au bas de la rue de la Brasserie.
Saint Germain aurait, selon la légende (vitraux de l'église), fait jaillir une fontaine miraculeuse à cet endroit. Comme on attribue aussi à saint Germain la guérison de plusieurs enfants, l'eau de la fontaine a la réputation de guérir les enfants chétifs ou qui tardent à marcher.
Une coutume voulait que l'on étende le linge de la fontaine, la partie du linge qui s'enfonçait dans l'eau indiquait l'endroit du « mal de saint Germain » (coutume qui vient d'un miracle de 446).

#### Les fermes
- Ferme du Moulin : rue Montulet. Construite au XIXe siècle. Elle doit son nom à un ancien moulin à eau[1].
- Ferme de la Sitine : derrière l'église. Le logis date du XVIIe siècle[2]. La façade est peinte en blanc.
- Ferme du Tilleul : rue du Stampia. Ferme construite au XVIIIe siècle. Elle fait partie de l'ancienne dépendance de l'abbaye de Géronsart. Elle dut être réparée au début du XIXe siècle.

#### Le château de Jennevaux
Situé rue de Jennevaux, il fut rebâti au XIXe siècle. Le château en briques et pierres bleues reste sobre. Le domaine se complète par une chapelle et un étang. le château est privé et ne se visite pas. C'était un siège d'une seigneurie hautaine détachée de Saint-Germain au XVIIe siècle.